# Wolfgang Lippert

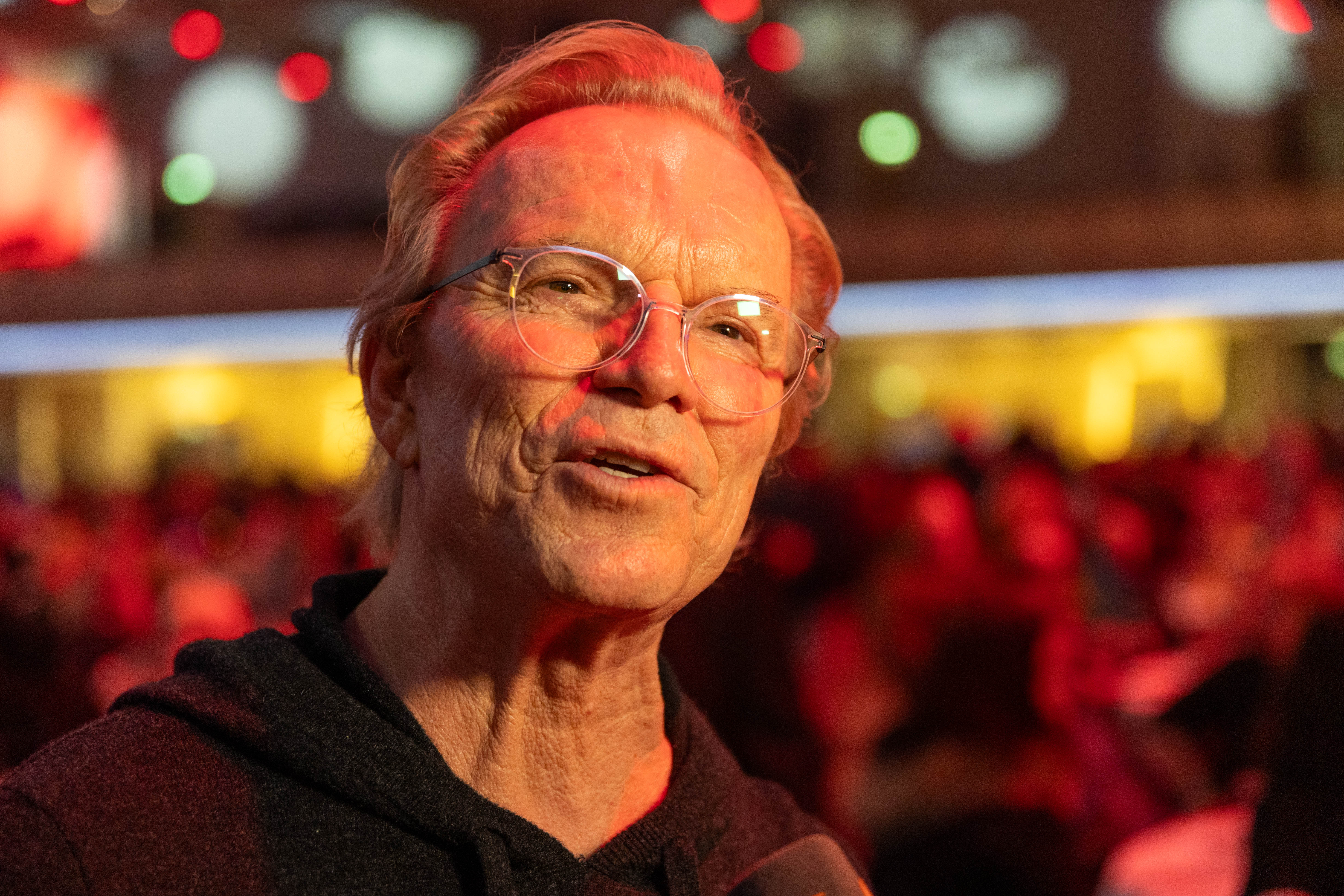
Wolfgang Lippert (2024)

Wolfgang „Lippi“ Lippert (* 16. Februar 1952 in Berlin-Kaulsdorf) ist ein deutscher Sänger, Moderator und Entertainer. Er war einer der beliebtesten Unterhaltungskünstler der DDR. In den alten Bundesländern wurde er nach der Wiedervereinigung Deutschlands als Moderator der Fernsehsendungen Der Große Preis und Wetten, dass..? bekannt.

## Leben und Wirken

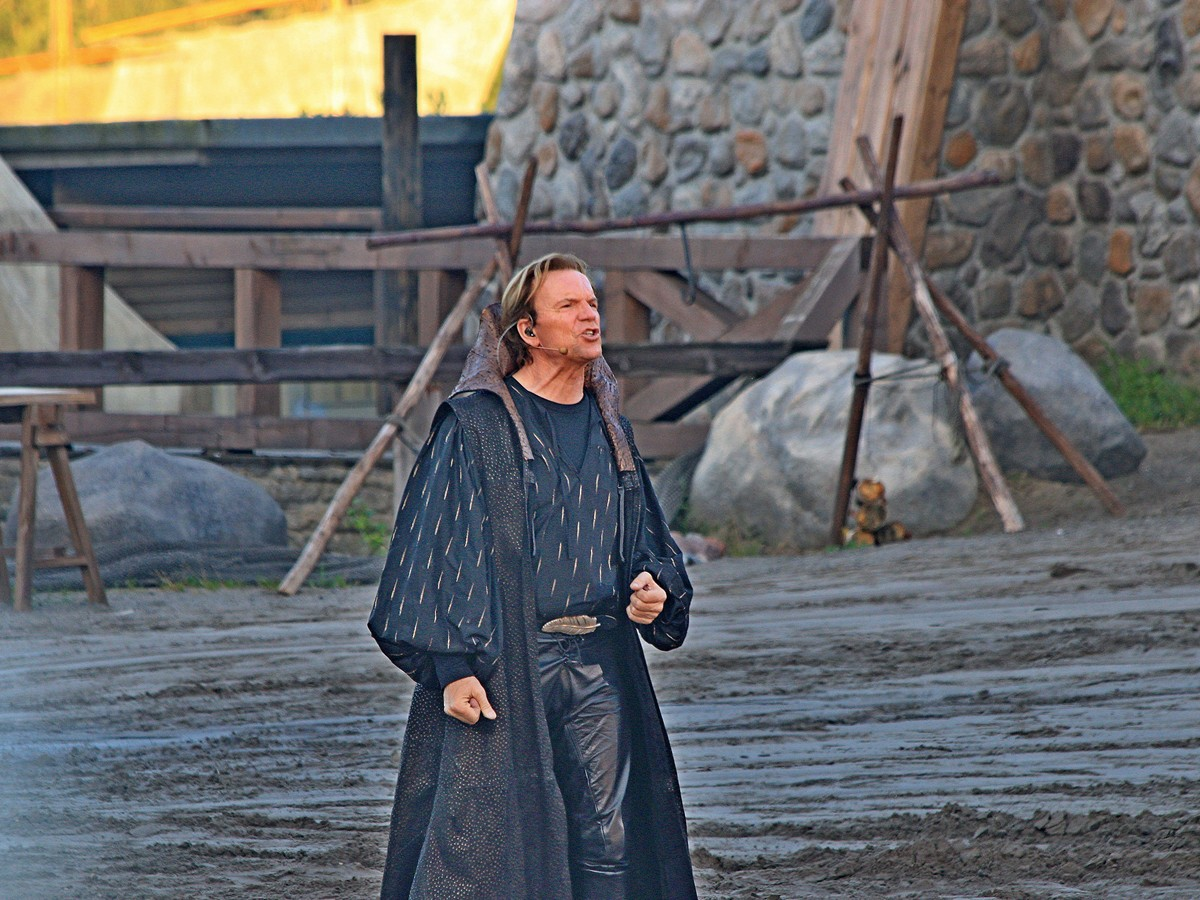
Wolfgang Lippert als Balladensänger Abbelin bei den Störtebeker-Festspielen (2017)

Wolfgang Lippert ist der Sohn des Kapellmeisters Walter Lippert (1916–1996) und seiner Ehefrau Anneliese Lippert (1920–2021). Er wuchs in Berlin-Mahlsdorf auf und besuchte die dortige 10. Oberschule. Er erlernte zunächst den Beruf eines Kfz-Mechanikers und war danach unter anderem als Fotograf tätig. Als Mitarbeiter für Organisation und Technik beim Gerd Michaelis Chor begann er seine Bühnenkarriere. Von 1978 bis 1980 absolvierte er eine Klavier- und Gesangsausbildung an der Musikschule Friedrichshain in Ost-Berlin. Er ging mit einer eigenen Rockband auf Tournee und sang für Platten- und Rundfunkproduktionen. Mit dieser Band war er auch zu Gast in der Kindersendung He – Du!. Die Regisseurin war von Lipperts Umgang mit den Kindern begeistert und bot ihm an, die Sendung zu moderieren. Lippert nahm das Angebot an und war von 1983 bis 1986 der Moderator des monatlichen Programms.
1983 landete er mit Erna kommt – in Anlehnung an seine gleichnamige Großmutter, bei der er aufgewachsen war – einen Hit in der DDR (komponiert von Arndt Bause, Text: Wolfgang Brandenstein). 1985 erschien eine Coverversion des Lieds von Hugo Egon Balder im Westen Deutschlands. Danach folgten weitere Schlager, so auch Tutti Paletti.
1984 bekam Lippert im DDR-Fernsehen seine erste abendfüllende Unterhaltungssendung mit dem Titel Meine erste Show. Darauf folgte die Abendshow Glück muß man haben (1988–1997). Bei Ein Kessel Buntes war er 1988 einer der von Sendung zu Sendung wechselnden Moderatoren. Am 22. April 1989 überraschte Lippert mit einem Auftritt in Frank Elstners ZDF-Sendung Nase vorn, ohne dies vorher mit den Verantwortlichen des DDR-Fernsehens abgesprochen zu haben. Allerdings war Lippert zuvor schon, mit Genehmigung der DDR, als Moderator einer Unterhaltungssendung im NDR tätig. Während der Wendezeit 1989 wurde er zum Fernsehliebling des Jahres gewählt und mit Stimmt’s? bei Radio Bremen der erste Moderator aus der DDR mit einer Show im Westfernsehen.
Am 26. September 1992 wurde er Nachfolger von Thomas Gottschalk bei Wetten, dass..?, nachdem dieser zum Privatsender RTL gewechselt war. Nach neun Folgen musste er die Moderation auf Bestreben seines Vorgängers wieder an ihn abgeben. Daneben moderierte Lippert auch Sendungen wie etwa Der große Preis (1991), wo er für den erkrankten Wim Thoelke einsprang, die Goldmillion (1994–1995), den Wintergarten (1997–1999) und auch den Sommergarten (ZDF-Fernsehgarten) im ZDF, das Traumtänzer Varieté im HR (1995–1998) und die Talkshow 3 nach 9 bei Radio Bremen. Von 1998 bis 1999 moderierte er eine Eigenproduktion des KiKA, die Wenn. Dann. Die … Show!.
Seit 2000 ist Lippert als Balladensänger und Schauspieler bei den Störtebeker-Festspielen in Ralswiek auf Rügen zu sehen. Er trat auch in weiteren Theaterproduktionen, unter anderem Anfang 2006 in dem Lustspiel Der Liebesfall (mit Herbert Köfer), auf. 2001 wirkte er in der ZDF-Reihe Wilder Kaiser mit und saß in der Jury zur Miss-Germany-Wahl.
Im Jahr 2002 meldete Lippert Privatinsolvenz beim Amtsgericht Charlottenburg an. Investitionen in das 1994 von der Treuhand gekaufte Traditionskino „Union“ in Friedrichshagen und Eigentumswohnungen waren gescheitert.
2002 entwickelte Lippert im Auftrag des Deutschen Bundestages die TV-Reihe Politibongo für den Kinderkanal von ARD und ZDF. Von 2006 bis 2009 hatte Lippert beim MDR Fernsehen die Fernsehshow Wo ist Lippi?
2008 erschien nach längerer Pause als Sänger die von Andreas Martin mitkomponierte neue Single Regine bei Jack Whites Label Gloriella Music, es folgte das dazugehörige Album Das überleben wir. Seit 1989 ist Lippert Botschafter des Deutschen Kinderhilfswerks und von UNICEF.
2013 hatte er in der ProSieben-Sendung Circus HalliGalli einen Cameo-Auftritt, im April 2014 in der ZDF-Satiresendung heute-show.
Seit 2014 moderiert Lippert beim Mitteldeutschen Rundfunk am Samstagabend siebenmal im Jahr die Sendung Ein Kessel Buntes mit einem „Supermix der Adlershofer Unterhaltungsshows“; also Ausschnitten aus großen Shows des DDR-Fernsehens. Der Titel ist eine Anlehnung an die gleichnamige Sendung aus dieser Zeit. Im November 2016 nahm er an der Tanzshow Deutschland tanzt (ProSieben) teil.
Im November 2018 übernahm Lippert die Moderation der Show Damals war’s und wurde Nachfolger von Hartmut Schulze-Gerlach.
Im Jahr 2021 moderierte Lippert zusammen mit Jürgen Karney die Morgensendung des Radiosenders R.SA in Sachsen.
Seit Januar 2023 ist er im MDR Fernsehen abwechselnd neben Matze Knop und Klaus Brinkbäumer neuer Co-Moderator an der Seite von Kim Fisher in der Sendung Riverboat.
Als er im Sommer 2024 den Rocksänger und Songwriter Dieter Birr, unter dem Namen "Maschine" einst bei den Puhdys und Solo bekannt, per Zufall in einem Berliner Studio trifft, beschließen beide eine musikalische Zusammenarbeit. Birrs eigens für Lippert geschriebene Pop-Hymne "Über uns die Sonne" wurde im September eingespielt am 4. Oktober auf dem Label Herz7 veröffentlicht.

## Privates
Lippert lebt mit seiner Ehefrau Gesine, mit der er seit Mai 2004 verheiratet ist, in Fürstenwalde/Spree östlich von Berlin und in Ralswiek auf Rügen. Aus früheren Beziehungen hat er einen Sohn und eine Tochter.

## Diskografie
- 1983: Erna kommt (Vinyl-Single)
- 1983: Aufstehn (Vinyl-Single)
- 1985: In Dingsbumshausen ist was los (mit Beppo Küster, Helga Hahnemann, Monika Herz)
- 1986: He, du – extra (mit anderen Künstlern)
- 1987: Bitte nach Ihnen (mit Beppo Küster)
- 2000: Wolfgang Lippert als Abbelin in „Die Kreuzritter“
- 2000: Wolfgang Lippert als Abbelin in „Die Kreuzritter“
- 2002: Doch jetzt geht’s ab (Single)
- 2003: Wolfslieder
- 2004: Die Gedanken sind frei
- 2006: Freunde für immer (Single)
- 2006: The Best Of Störtebeker Festspiele
- 2008: Das Überleben wir
- 2009: Regine (Single)
- 2010: Ost Schlager: Im Osten geht die Sonne auf
- 2010: Dieser Weg muss kein schwerer sein (Single)
- 2012: Lippi kommt
- 2017: Der Morgensong (Single)
- 2018: Am Sonntag küss ich dich mündlich (Single)
- 2020:  Was denn!? (Single)
- 2020: Glücklich
- 2023: Du bist sexy und Du weißt es  (Single) Remix
- 2024: 17 Jahre lieb ich blonde Haare  (Single) Remix
- 2024: Über uns die Sonne (Single)

## TV-Auftritte

### Als Moderator
- 1984: Meine erste Show
- 1984–1989: He – Du![19]
- 1988–1997: Glück muss man haben
- 1988: Ein Kessel Buntes
- 1988–1990: Stimmt’s?
- 1991: Der Große Preis
- 1992–1993: Wetten, dass..? (Folge 76–84)
- 1994–1995: Goldmillion
- 1995–1998: Traumtänzer Varieté
- 1997–1999: Wintergarten
- 1998–1999: Wenn. Dann. Die … Show!
- 2001: ZDF-Fernsehgarten
- 2006–2009: Wo ist Lippi?
- seit 2014: Ein Kessel Buntes
- seit 2018: Damals war’s
- 2020: MDR life „Sommer war's“
- seit 2023: Riverboat

### Radio als Moderator
- 2021–2022 RSA Morning Show (täglich als Moderator)

### Als Gast
- 1991: Wetten, dass..? (Folge 68)
- 1991: Künstler für Kinder
- 1993: Schmidteinander (Staffel 3, Folge 8)
- 1996: Wetten, dass..? (Folge 100)
- 1997: Zimmer frei!
- 1997: Die Harald Schmidt Show (Folge 312)
- 1998: Die Harald Schmidt Show (Folge 438)
- 2001: Wetten, dass..? (Folge 129)
- 2008: Willkommen bei Carmen Nebel (Staffel 5, Folge 5)
- 2009: NDR Talk Show (Folge 604)
- 2011: Wetten, dass..? (Folge 199)
- 2011: NeoParadise (Staffel 1, Folge 6)
- 2013: Circus HalliGalli (Staffel 1, Folge 1)
- 2013: Inka! (Folge 49)
- 2014: heute-show (Cameo, Folge 154)
- 2014: NDR Talk Show (Folge 726)
- 2016: Deutschland tanzt (Pro 7)
- 2017: Heiligabend mit Carmen Nebel (ZDF)
- 2018: Grill den Profi
- 2019: Wer weiß denn sowas?
- 2020: Genial daneben – Das Quiz
- 2020: Willkommen bei Carmen Nebel (ZDF)
- 2021: Wer weiß denn sowas?
- 2021: Na siehste (3 Folgen)

### Als Schauspieler
- 1992: Go Trabi Go 2 – Das war der wilde Osten (Kino)
- 1993: Salto Postale (Fernsehserie, Folge 4: Die Inspektion)
- 1995: Marys verrücktes Krankenhaus
- 1995: Die Weihnachtsmaus (Fernsehfilm)
- 1998: Fieber – Ärzte für das Leben (Fernsehserie, Folge 4: Madonnas Mutter)
- 2000–dato: Störtebeker-Festspiele (Freilichtbühne, Ralswiek/Rügen)
- 2006: In aller Freundschaft (Fernsehserie, Folge 312: Böse Überraschungen)
- 2014: Dessau Dancers